# Pterophorus eupatorii
Pterophorus eupatorii is een vlinder uit de familie vedermotten (Pterophoridae). De wetenschappelijke naam van de soort is voor het eerst geldig gepubliceerd in 1893 door Charles Henry Fernald.